# Великі українці

Емблема проєкту

«Вели́кі украї́нці» — проєкт українського телебачення 2007—2008 рр., який поєднує у собі ток-шоу з інтерактивним опитуванням телеглядачів, а в міжпрограмний період — усіх громадян України щодо місця й ролі видатних державних і політичних діячів, військових, художників, учених, спортсменів, релігійних діячів тощо у національній і світовій історії.

## Формат та аудиторія
Формат створено телекомпанією BBC, в оригіналі має назву 100 Greatest Britons («100 Великих Британців»), ставши не просто новим телешоу, а гучною загальнонаціональною акцією, яку реалізувало телебачення. Успішність проєкту забезпечила велику цікавість до нього інших країн, таких як Франція, Німеччина, США, Канада, Фінляндія, Нідерланди, Португалія, Чехія, Болгарія, Південно-Африканська Республіка тощо. У кожній країні проєкт, так чи інакше, продемонстрував певні особливості суспільства й мислення націй.
Програма виходила в сезоні 2007 — 2008 рр. на телеканалі Інтер у вигляді декількох ток-шоу тривалістю 1,5 — 3 години кожне у недільний прайм-тайм. До того ж у рамках суспільно-політичного проєкту «Свобода Савіка Шустера» (прайм, п'ятниця) анонсуються значущі події в рамках проєкту 
Презентації проєкту «Великі українці» і попередні голосування відбулися в таких містах, як Київ, Львів, Ялта, Харків, Одеса, Донецьк, Сімферополь, Ніжин, Миколаїв, Острог, Чернівці, Кам'янець-Подільський.
Аудиторія, що відібрана за спеціальною соціологічною вибіркою компанією КМІС, представляла все населення України та мала право голосу під час ток-шоу. Підрахунком голосів як у студії, так і під час «народного голосування» опікувалася авторитетна компанія GfK, яка має багаторічний досвід соціологічних і маркетингових досліджень.
Вів проєкт журналіст Савік Шустер, відомий своїми публікаціями у західній пресі, програмами на «Радіо Свобода», на телеканалах у Росії та в Україні, та обличчя телеканалу «Інтер» Ганна Гомонай. За словами Ганни: «Для мене участь у цьому проєкті — це місія. Дуже приємно, що я маю честь бути його ведучою. Адже мета програми — створити загальнонародну дискусію про наших великих, відповісти на одвічні питання: хто ми, звідки ми і кого вважаємо своїми героями. Я впевнена, що, коли у фіналі стануть відомі імена Великих Українців, ми прокинемося іншими людьми».

## Голосування
За підрахунками компанії GFK, усього на почесне звання Великого українця претендувало 14 тисяч осіб, за яких було віддано понад 800 тис. голосів — майже у 27 разів більше, ніж за аналогічний період на батьківщині проєкту — у Великій Британії.

## Результати

### Перша десятка
| №  | Зображення | Особа                |
| 1  |            | Ярослав Мудрий       |
| 2  |            | Микола Амосов        |
| 3  |            | Степан Бандера       |
| 4  |            | Тарас Шевченко       |
| 5  |            | Богдан Хмельницький  |
| 6  |            | Валерій Лобановський |
| 7  |            | В'ячеслав Чорновіл   |
| 8  |            | Григорій Сковорода   |
| 9  |            | Леся Українка        |
| 10 |            | Іван Франко          |

### Друга десятка
| №  | Зображення | Особа                       |
| 11 |            | Іван Мазепа                 |
| 12 |            | Роман Шухевич               |
| 13 |            | Василь Стус                 |
| 14 |            | Михайло Грушевський         |
| 15 |            | Віталій та Володимир Клички |
| 16 |            | Володимир Великий           |
| 17 |            | Сергій Корольов             |
| 18 |            | Микола Гоголь               |
| 19 |            | Андрей Шептицький           |
| 20 |            | Віктор Ющенко               |

### 21–100 місця
11 квітня 2008 року названо сто великих українців.
1. Юлія Тимошенко
2. Олександр Довженко
3. Володимир Ленін (Ульянов)
4. Володимир Даль
5. Ліна Костенко
6. Симон Петлюра
7. Леонід Биков
8. Петро Конашевич-Сагайдачний
9. Іван Котляревський
10. Володимир Івасюк
11. Соломія Крушельницька
12. Нестор Махно
13. Андрій Шевченко
14. Данило Галицький
15. Сергій Бубка
16. Пилип Орлик
17. Іван Кожедуб
18. Левко Лук'яненко
19. Володимир Вернадський
20. Євген Коновалець
21. Микола Лисенко
22. Сидір Ковпак
23. Княгиня Ольга
24. Володимир Щербицький
25. Олег Антонов
26. Євген Патон та Борис Патон
27. Богдан Ступка
28. Йосип Сліпий
29. Михайло Булгаков
30. Володимир Бойко
31. Леонід Кравчук
32. Петро Могила
33. Іван Сірко
34. Софія Ротару
35. Анатолій Солов'яненко
36. Олег Блохін
37. Лілія Подкопаєва
38. Володимир ІІ Мономах
39. Микола Гринько
40. Ніна Матвієнко
41. Ігор Сікорський
42. Віктор Янукович
43. Леонід Брежнєв
44. Святослав Вакарчук
45. Ілля Рєпін
46. Марія Заньковецька
47. Іван Миколайчук
48. Василь Вірастюк
49. Іван Пулюй
50. Микола Пирогов
51. Олесь Гончар
52. Василь Симоненко
53. Михайло Коцюбинський
54. Раїса Кириченко
55. Назарій Яремчук
56. Руслана Лижичко
57. Яна Клочкова
58. Лесь Курбас
59. Петро Симоненко
60. Костянтин-Василь Острозький
61. Роксолана
62. Павло Скоропадський
63. Олексій Стаханов
64. Катерина Білокур
65. Іван Богун
66. Василь Сухомлинський
67. Антон Макаренко
68. Петро Калнишевський
69. Микола Ватутін
70. Олег Скрипка
71. Іван Піддубний
72. Ілля Мечников
73. Микита Хрущов
74. Олена Теліга
75. Олег Кошовий
76. Остап Вишня
77. Дмитро Вишневецький
78. Святослав Хоробрий
79. Віктор Глушков
80. Невідомий солдат

## Документальні фільми про Великих Українців
Про кожного з учасників фінального топ-10 «Великих Українців» телеканалом «Інтер» було знято 10 документальних фільмів, ведучими кожного з яких стали відомі публічні особи.
| Номер фільму | Великий українець    | Ведучий фільму     |
| ------------ | -------------------- | ------------------ |
| 1            | Микола Амосов        | Віталій Коротич    |
| 2            | Степан Бандера       | Вахтанг Кіпіані    |
| 3            | Валерій Лобановський | Леонід Кравчук     |
| 4            | Григорій Сковорода   | Остап Ступка       |
| 5            | Леся Українка        | Роман Віктюк       |
| 6            | Іван Франко          | Святослав Вакарчук |
| 7            | Богдан Хмельницький  | Дмитро Корчинський |
| 8            | В'ячеслав Чорновіл   | Тарас Чорновіл     |
| 9            | Тарас Шевченко       | Богдан Ступка      |
| 10           | Ярослав Мудрий       | Дмитро Табачник    |

## Телеформат
16 листопада 2007Телевізійна прем'єра проєкту «Великі Українці», під час якої за допомогою Ради гарантів та аудиторії, що відображає усе населення України, було прийнято рішення щодо критеріїв українськості, визначено параметри величі, прийнятні для українського суспільства, та оголошено про початок всенародного голосування за найвеличнішого українця.
21 грудня 2007Останні години голосування, впродовж яких було згадано чимало забутих імен, визначено колективний образ, що увійде до сотні великих, та підбито підсумки першого етапу обрання всенародних героїв.
11 квітня 2008У прямому ефірі телеканалу «Інтер» названо перші 90 великих українців.
17 травня 2008У прямому нічному ефірі телеканалу «Інтер» названо переможця «Великих Українців».

## Версії про можливу фальсифікацію голосування
Для багатьох перемога Ярослава Мудрого стала несподіваною — протягом останнього дня голосування за кандидатуру князя надійшло 550 тисяч голосів, хоча за увесь попередній місяць — лише 60 тисяч. Навіть керівники проєкту визнали, що підсумок може не відображати справжнього волевиявлення населення:
|  | Я знав про це до проєкту, що готується «вкидання голосів» за деякі кандидатури, представлені в нашій десятці. Мені було відомо, що Ярослав Мудрий — один із них. |

За словами Кіпіані, ще за два дні до закінчення голосування з великим відривом лідирував Степан Бандера. Після оприлюднення результатів голосування про необхідність перерахунку голосів у проєкті заявила ведуча Ганна Гомонай.
Слід зазначити, що деякі з постатей мають непряме відношення до даного конкурсу (наприклад № 23), що показує недостатню об'єктивність при виборі учасників.

## Команда проєкту
- Шеф-редактор проєкту «Великі Українці» Вахтанг Кіпіані
- Редактори: Остап Кривдик, Тарас Фролов, Олександр Зінченко
- Молодший редактор: Валерія Крікунова
- Вебредактор: Андрій Широченков
- Артдиректор: Ольга Невська
- Координатор: Ольга Бабич
- Адміністратор: Віктор Фролов
- Лінійні продюсери: Людмила Оксанич, Андрій Канівець
- Продюсер проєкту: Єгор Бенкендорф